# Nejdražší přátelé
Nejdražší přátelé (arabsky أصحاب… ولا أعزّ‎, As'hab… wa'la a'az) je koprodukční hraný film z roku 2022, který režíroval Wissam Smayra podle italského filmu Naprostí cizinci z roku 2016. Snímek měl premiéru dne 20. ledna 2022.

## Děj
Manželé May a Walid, kteří bydlí na předměstí Bejrútu, pozvou na večeři své přátele u příležitosti úplného zatmění Měsíce, ke kterému má ten večer dojít. Během konverzace u stolu hostitelka večera nabídne, aby si zahráli hru: mobilní zařízení všech se položí uprostřed stolu a všechny zprávy, e-maily a konverzace všech budou zveřejněny ostatním. Hra postupně nabírá ostřejší a temnější obrátky, jak se začínají odhalovat tajemství jejích účastníků.

## Obsazení
| Nadine Labaki       | May, Walidova žena         |
| Georges Khabbaz     | Walid                      |
| Mona Zaki           | Shereefova žena            |
| Eyad Nassar         | Shereef                    |
| Adel Karam          | Ziad, novomanžel Jenny     |
| Diamand Abou Abboud | Jenna                      |
| Fouad Yammine       | Rabea                      |
| Sinead Chaaya       | Sophie, dcera May a Walida |